# Hårby Sogn

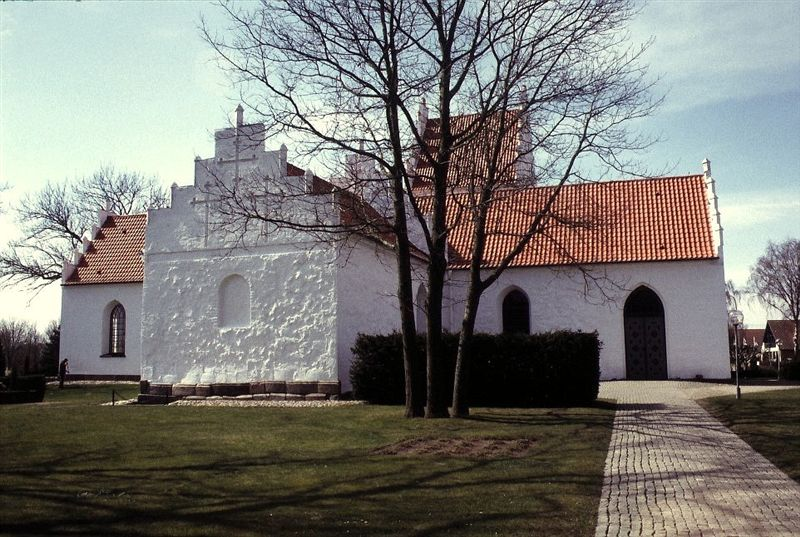
Hårby Kirke

Hårby Sogn ist eine Kirchspielsgemeinde (dän.: Sogn)
auf der Insel Fyn (dt.: Fünen)
im südlichen Dänemark. Bis 1970 gehörte sie zur Harde Haarby Herred im damaligen Odense Amt, danach zur Assens Kommune im
Fyns Amt, die im Zuge der  Kommunalreform zum 1. Januar 2007 in der
„neuen“
Assens Kommune in der Region Syddanmark aufgegangen ist.
Im Kirchspiel leben 3314 Einwohner, davon 2521 im Kirchdorf Haarby (Stand: 1. Januar 2023).
Im Kirchspiel liegt die Kirche „Hårby Kirke“.
Nachbargemeinden sind im Südosten Jordløse Sogn,  im Westen Dreslette Sogn, im Nordwesten Flemløse Sogn und im Norden Køng Sogn, ferner in der östlich benachbarten Faaborg-Midtfyn Kommune im Nordosten Nørre Broby Sogn und im Osten Sønder Broby Sogn.